# Fly (singel Blind Guardian)
Fly – singel zespołu Blind Guardian, jako pierwszy promujący album A Twist in the Myth, wydany we wrześniu 2006.

## Lista utworów
1. Fly
2. Skalds and Shadows (wersja akustyczna)
3. In A Gadda Da Vida (cover Iron Butterfly)

## Skład
- Hansi Kürsch – wokal
- André Olbrich – gitara prowadząca
- Marcus Siepen – gitara rytmiczna
- Frederik Ehmke – perkusja i flet